# Вестеркерк
52° 22′ 28″ N 4° 53′ 1″ E / 52.37444° С; 4.88361° И
Вестеркерк (хол. Westerkerk — западна црква) протестантска је црква у Амстердаму. Грађена је од 1620, а радови су завршени 1631. Осмислио ју је Хендрик де Кајзер. На обали је канала Принсенграхт.

## Звоник
Звоник, назван Вестерторен (хол. Westertoren — западни торањ) највиши је звоник у Амстердаму, са висином од 85 метара. На врху звоника је круна Аустријског царства, коју је цркви доделио Максимилијан I Хабзбуршки. Звона, која теже 200 килиграма, направио је Франсоа Хемони 1648.

## Блиски људи
Рембрант је сахрањен у Вестеркерк, као и његови љубавница Хендрикје Стофелс и син Титус ван Рајн. Такође су у цркви сахрањени и Говерт Флинк, Мелхиор де Хондекутер, Гилис де Хондекутер и Николас Берхем. Црквене оргуље је украсио Герард де Лерес
Вестеркерк се налази близу Куће Ане Франк, а Ана ју је неколико пута у дневнику помињала. Споменик Ани, који је направио Мари Андрисен, налази се испред цркве. Ту се такође налази и Хомомонумент. Краљица Беатрикс од Холандије (тада принцеза) удала се за Клауса фон Амзберга у Вестерекрку 10. марта 1966.

## Галерија
- Вестерторен, звоник
- Црквене оргуље
- Поглед на четвр Јордан на звоника
- Принсенграхт увече, са погледом на Вестеркерк и Кућу Ане Франк
- Унутрашњост Вестеркерк
- Кип Ане Франк на црквеном тргу, Мари Андрисен
- Хомоспоменик на црквеном тргу